# Sludge metal
Sludge metal (známý také jako sludge nebo sludge doom) je podžánr heavy metalu, který spojuje prvky doom metalu a hardcore punku. Sludge metal je zpravidla drsný; často se vyznačuje agresivními vokály, silně zkreslenými nástroji a ostře kontrastujícími tempy. Jedny z prvních sludge metalových alb vyprodukovala v polovině a na konci 80. let 20. století skupina Melvins z amerického státu Washington, většina raných průkopníků však byla z New Orleans.

## Skupiny
- Alice in Chains
- Buzzov•en
- Corrosion of Conformity
- Crowbar
- Dystopia
- Down
- Eyehategod
- Melvins
- Superjoint